# Caldwell County, Kentucky
Caldwell County är ett administrativt område i delstaten Kentucky, USA, med 12 984 invånare. Den administrativa huvudorten (county seat) är Princeton. 

## Geografi
Enligt United States Census Bureau så har countyt en total area på 902 km². 899 km² av den arean är land och 3 km² är vatten. 

### Angränsande countyn
- Crittenden County – nordväst
- Webster County – nordost
- Hopkins County – nordost
- Christian County – sydost
- Trigg County – syd
- Lyon County – sydväst